# Coleophora acutipennella
Coleophora acutipennella é uma espécie de mariposa do gênero Coleophora pertencente à família Coleophoridae.